# Wydział Administracji i Nauk Społecznych Uniwersytetu Kazimierza Wielkiego
Wydział Administracji i Nauk Społecznych Uniwersytetu Kazimierza Wielkiego – historyczny wydział Uniwersytetu Kazimierza Wielkiego. Jego siedziba znajdowała się przy ul. Ogińskiego 16 w Bydgoszczy.
Powstał jesienią 2009 (został wyodrębniony z Wydziału Humanistycznego UKW w roku akademickim 2009/10). 1 października 2019, zarządzeniem Rektora UKW, Wydział został zlikwidowany na skutek reorganizacji struktur uniwersyteckich.

## Struktura organizacyjna

### Instytut Filozofii
Dyrektor: prof. dr hab. Dariusz Łukasiewicz
- Katedra Logiki i Ontologii
- Zakład Etyki i Filozofii Społecznej
- Zakład Historii Filozofii

### Instytut Prawa, Administracji i Zarządzania
Dyrektor: dr hab. Janusz Wiśniewski, prof. UKW
- Pracownia Propedeutyki Informatyki
- Zakład Ekonomii, Finansów Publicznych i Zarządzania
- Zakład Nauk Penalnych i Kryminalistyki
- Zakład Prawa Administracyjnego i Prawa Ochrony Środowiska
- Zakład Prawa Cywilnego Materialnego i Procesowego
- Zakład Prawa Konstytucyjnego i Historii Prawa
- Zakład Prawa Pracy i Zabezpieczenia Społecznego

### Katedra Informacji Naukowej i Bibliologii
Kierownik: ks. dr hab. Zdzisław Kropidłowski, prof. UKW
- Zakład Bibliologii
- Zakład Informacji Naukowej

### Katedra Socjologii
Kierownik: dr hab. Andrzej Tarczyński, prof. UKW

## Kierunki studiów
- administracja
- filozofia
- socjologia
- informacja naukowa i bibliotekoznawstwo
- ekonomia
- prawo w biznesie (od roku akademickiego 2018/19[7])

## Władze Wydziału
W kadencji 2016-2019:
| Stanowisko                   | Imię i nazwisko                       |
| ---------------------------- | ------------------------------------- |
| Dziekan                      | dr hab. Radosław Krajewski, prof. UKW |
| Prodziekan ds. Dydaktycznych | dr Joanna Gomoliszek                  |
| Prodziekan ds. Nauki         | dr Piotr Siuda                        |